# Giovanni Maria Sabino
Giovanni Maria Sabino (Turi, 30 giugno 1588 – Napoli, aprile 1649) è stato un compositore, organista e insegnante italiano.
Esponente di una famiglia di musicisti e compositori (lo furono anche il fratello Antonino e il nipote Francesco), visse a Turi fino a tutto il 1602, anno in cui, quattordicenne, con il probabile appoggio dei baroni locali (i Moles), si recò a Napoli per studiare musica sotto la guida di Prospero Testa. Fece provvisoriamente ritorno a Turi nel 1610 per prendere possesso del beneficio di San Giacomo Apostolo, col titolo onorifico di abate. Nel 1612 fu ordinato sacerdote e questa volta rimase nella città natale fino alla fine del 1613, per poi tornarsene a Napoli dove proseguì la sua carriera musicale. Sabino, pur non risiedendo più a Turi, rimase comunque membro del capitolo della Collegiata dell'Assunta, per la quale commissionò nel 1624 allo scultore napoletano Aniello Stellato una statua lignea di san Giacomo Apostolo. La sua reputazione come compositore gli valse la nomina, nel 1622, a primo maestro del Conservatorio della Pietà dei Turchini, carica che tenne sino al 1626. Nel 1627 diventò maestro della chiesa reale di Santa Barbara di Castel Nuovo e tra il 1630 e il 1634 fu organista presso l'Oratorio di San Filippo. Il suo ultimo incarico fu quello di maestro di cappella della Santa Casa dell'Annunziata, dove svolgeva anche il ruolo di organista e insegnante. Nel 1640 insegnò canto figurato al Collegio delle Monache in S. Maria di Costantinopoli. L'ultimo pagamento ricevuto per la composizione di musica, per il Monte degli Agonizzanti in S. Maria a Cellaro, è datato 26 gennaio 1645.
Egli è il padre della Scuola musicale Napoletana che nel Settecento divenne famosa e invidiata in tutto il mondo occidentale. Importato direttamente da Venezia il nuovo stile musicale, conosciuto come “musica barocca”, grazie a rapporti diretti con Claudio Monteverdi testimoniati dalla presenza di musiche del maestro cremonese in una raccolta di salmi del Sabino e nell'archivio dei Girolamini di Napoli, e di mottetti del Sabino nella “Ghirlanda Sacra”, unico e primo musicista napoletano presente in una raccolta di musiche di soli maestri veneti, compreso il Monteverdi,  
Sabino avvia una catena di maestro-allievo che attraverserà tutto il Seicento e Settecento generando grandi musicisti quali: Francesco Provenzale, Domenico Scarlatti, Leonardo Leo, Tommaso Traetta, Giovanni Paisiello, Niccolò Piccinni ecc. Precursore di Gregorio Strozzi, Giovanni Salvatore e Francesco Provenzale, fu il primo compositore napoletano ad impiegare i violini nei mottetti e a introdurre l'uso sistematico di una voce sola, con passi virtuosistici, su un elaborato basso continuo. 

## Lavori
- Salmi di compieta per 4 voci
- Il primo libro delli mottetti per 2 voci
- Il secondo libro delli mottetti per 2-4 voci
- Psalmi de vespere per 4 voci
- 4 mottetti per 1 voce e basso continuo
- Salmi per 5 voci
- 3 mottetti per 3-4 voci
- Mottetto con sinfonia per 3 voci, 2 violini e basso continuo
- Mottetto per 2-3 voci per basso continuo
- Galiarda per 4 viole
- L'aspettar è pur dolce (cantata per 1 voce e basso continuo)
- Dixit Dominus per 5 voci
- Altri mottetti